# Sockenträsket
Sockenträsket är en sjö i Kalix kommun i Norrbotten och ingår i Sangisälvens huvudavrinningsområde. Sjön har en area på 0,579 kvadratkilometer och ligger 89 meter över havet.

## Delavrinningsområde
Sockenträsket ingår i det delavrinningsområde (735057-183131) som SMHI kallar för Mynnar i Moån. Medelhöjden är 110 meter över havet och ytan är 15,77 kvadratkilometer. Det finns inga avrinningsområden uppströms utan avrinningsområdet är högsta punkten. Björkvattnet som avvattnar avrinningsområdet har biflödesordning 4, vilket innebär att vattnet flödar genom totalt 4 vattendrag innan det når havet efter 44 kilometer. Avrinningsområdet består mestadels av skog (78 procent). Avrinningsområdet har 1,54 kvadratkilometer vattenytor vilket ger det en sjöprocent på 4,7 procent.